# Europarente
Die Europarente (englisch Pan-European Personal Pension Product; PEPP) ist eine private Altersvorsorge. Mit der Europarente entsteht erstmals ein europäischer Binnenmarkt für Rentenprodukte. Die Europarente kann von allen in der Europäischen Union ansässigen Personen genutzt werden, um für das Alter vorzusorgen.
Gegenwärtig haben nur 27 % der Europäer zwischen 25 und 59 Jahren eine private Altersvorsorge abgeschlossen. Mit der Europarente reagiert die EU auf den demographischen Wandel, die Entstehung neuer modernen Arbeitsformen und die Möglichkeiten der Digitalisierung. Das PEPP soll den Sparern mehr Auswahl und wettbewerbsfähigere Produkte bieten und gleichzeitig einen starken Verbraucherschutz gewährleisten. Darüber hinaus wird ein entwickelter Markt für die private Altersvorsorge in der EU mehr Ersparnisse in langfristige Investitionen lenken und damit wesentlich zur Entwicklung der Kapitalmarktunion (CMU) beitragen. Eine Prognose von Ernst & Young im Auftrag der Europäischen Kommission erwartet, dass das verwaltete Vermögen in der privaten Altersvorsorge in der EU28 von 0,7 Billionen EUR im Jahr 2017 auf 1,4 Billionen EUR ohne PEPP und auf 2,1 Billionen EUR mit PEPP im Jahr 2030 steigt.
Das PEPP bietet den Menschen neben den heute verfügbaren betrieblichen und staatlichen Renten zusätzliche Anreize, für ihre Rente zu sparen. PEPPs werden allen Einwohnern eines EU-Mitgliedstaates zur Verfügung stehen, unabhängig davon, ob sie angestellt, arbeitslos, selbständig oder studierend sind. Die Europarente wird insbesondere für international mobile Menschen als auch für Selbständige, die nicht an der staatlichen oder betrieblichen Altersvorsorge teilnehmen, besonders attraktiv sein.

## Grundlagen
Das PEPP wird durch die Verordnung 2019/1238 geregelt. Das PEPP ist ergänzend zu den bestehenden staatlichen, betrieblichen und privaten Rentensysteme auf nationaler Ebene. Nach der Verabschiedung durch das Europäische Parlament und der offiziellen Annahme durch den Europäischen Rat wurde die PEPP-Verordnung im Juli 2019 veröffentlicht und wird im August 2020 in Kraft treten.
PEPPs können von allen Anbietern angeboten werden, die die Kriterien der PEPP-Verordnung erfüllen, darunter Versicherungsgesellschaften, Banken, Vermögensverwalter, Wertpapierfirmen und betriebliche Pensionsfonds (Institutions for Occupational Retirement Provision Directive 2016). Ein PEPP kann auch von Wertpapierfirmen, die zur Anlageberatung zugelassen sind, oder von allen Versicherungsvermittlern verkauft werden. Für den Verkauf eines PEPP ist es nicht zwingend erforderlich, dass der Vertrieb auch gleichzeitig der Produktanbieter ist. Es ist zu erwarten, dass traditionelle Akteure wie Versicherungsgesellschaften und Vermögensverwalter zu den ersten Akteuren gehören werden, die ein PEPP anbieten. Aber das PEPP könnte auch eine Gelegenheit für sog. FinTechs oder InsurTechs sein, mit Lösungen in den Markt einzutreten und mit traditionellen Anbietern wie Versicherungsgesellschaften zu konkurrieren. Die Europäische Aufsichtsbehörde für das Versicherungswesen und die betriebliche Altersversorgung (EIOPA) wird ein zentrales Register mit allen PEPP-Produkten führen; dieses Register wird in elektronischem Form öffentlich zugänglich sein. Mit dem slowakischen Unternehmen Finax ist das erste und bisher einzige PEPP im September 2022 auf den Markt gekommen.

## Kernelemente der Europarente
Die Kernelemente des PEPP sind:
- Digitaler Vertrieb und Nutzung: Das PEPP wird ein modernes Produkt sein, das online vertrieben und gekauft werden kann, was es gerade für junge Europäer besonders attraktiv macht. Die PEPP-Verordnung erlaubt ausdrücklich  eine voll- oder halbautomatische Beratung, was dazu beitragen kann,  Eintrittsbarrieren zu senken,  grenzüberschreitende Flexibilität zu gewährleisten und die Kosten für den Vertrieb zu senken.
- Vollständige Transparenz: Die Gebühren und Kosten werden vollständig transparent sein, über ein einfaches Produktinformationsblatt (Key Information Document, KID), das vor dem Kauf bereitgestellt wird, sowie über eine standardisierte jährliche Information während der gesamten Laufzeit des Produkts.
- Obligatorische Beratung: Die Verbraucher werden auch von der obligatorischen Beratung (mit einem Eignungstest für alle PEPP-Sparer) profitieren, damit sie vor dem Kauf eines Produkts eine fundierte Entscheidung treffen können. Außerdem werden sie auch von einer persönlichen Beratung vor Renteneintritt profitieren, um die für ihre Bedürfnisse am besten geeignete Form der Auszahlung zu wählen.
- Grenzüberschreitende Übertragbarkeit: Anbieter können PEPP auf gesamteuropäischer Ebene anzubieten, so dass die Sparer weiterhin im selben Produkt sparen können, wenn sie ihren Wohnsitz innerhalb der EU  wechseln. Falls die Übertragung nicht möglich ist, können die Verbraucher den Anbieter kostenlos wechseln oder weiterhin auf das PEPP im vorherigen Wohnsitzland einzahlen.  PEPPs können jedoch nur auf dem Gebiet der EU angeboten werden.
- Einfache und erschwingliche Standardoption: Alle PEPP-Anbieter müssen eine einfache und erschwingliche Standardoption anbieten, das sog. „’Basis-PEPP’“. Für das Basis-PEPP sind die Kosten und Gebühren auf 1 % des angesparte Kapitals pro Jahr begrenzt (Kostendeckel). Das Basis-PEPP bietet auch einen Kapitalschutz, um sicherzustellen, dass die Sparer das eingezahlte Kapital zurück erhalten (ohne Berücksichtigung von Kosten und Inflation).
- Wechselrecht: Die PEPP-Sparer können nach mindestens fünf Jahren ab Vertragsabschluss und bei einem späteren Wechsel nach fünf Jahren ab dem letzten Wechsel den Anbieter wechseln oder eine andere Anlageoption wählen. Der PEPP-Anbieter kann den PEPP-Sparern erlauben, die Anlagemöglichkeiten und den Anbieter häufiger zu wechseln.
- Flexible Auszahlung: PEPP-Anbieter können den PEPP-Sparern eine oder mehrere Optionen zur Auszahlungen anbieten (Rentenzahlungen, Kapitalwahlrecht, regelmäßige Auszahlungen oder eine Kombination aus diesen). Die Sparer können bei der Kontoeröffnung die Form der Auszahlungen wählen. Falls verfügbar, können die Sparer die Form der Auszahlungen ändern. Die Mitgliedstaaten können verschiedene Formen von Auszahlungen vorsehen.
- Nachhaltige Investitionen: Die Anbieter werden ermutigt, aber nicht gezwungen, sog. ESG-Kriterien (Environmental, Social, Governance) bei ihren Investitionsentscheidungen zu berücksichtigen (siehe Ethisches Investment). Angesichts der erwarteten Marktgröße und des langfristigen Charakters von Rentenprodukten könnte das PEPP einen wichtigen Beitrag zur Nachhaltigkeitsagenda im Finanzsektor leisten.

Der PEPP-Sparer kann zwischen sechs Anlagemöglichkeiten wählen. Alle Anbieter müssen ein „Basis-PEPP“ anbieten. Das Basis-PEPP ist eine einfache, erschwingliche und sichere Standardoption, die gleiche Wettbewerbsbedingungen unter den Anbietern und volle Transparenz für die Sparer bietet. Für das Basis-PEPP sind die Kosten und Gebühren auf 1 % des angesparten Kapitals pro Jahr begrenzt. Dies umfasst alle Kosten für Verwaltung, Management und Vertrieb. Kosten für zusätzlichen Leistungen (z. B. Zahlung im Todesfall) oder eine Kapitalgarantie, werden nicht in die Kostenobergrenze einbezogen. Das Basis-PEPP zielt darauf ab, die angesparten Beiträge nach Abzug aller Gebühren bei der Pensionierung zu erhalten. Je nach Art des Kapitalschutzes wird es zwei Arten des Basis-PEPP geben. Für das Basis-PEPP mit Garantie (Typ 1) sind die Anbieter gesetzlich verpflichtet, dafür zu sorgen, dass die PEPP-Sparer mindestens das investierte Kapital zurückerhalten. Das Basis-PEPP mit anderen Risikominderungstechniken (Typ 2) zielt darauf ab, das investierte Kapital so gut wie möglich zu erhalten, jedoch ohne rechtliche Verpflichtung zur Rückzahlung des Kapitals.
Die PEPP Verordnung regelt nicht die steuerliche Behandlung. Es ist Sache der Mitgliedstaaten, steuerliche Anreize anzubieten oder nicht. Um gleiche Wettbewerbsbedingungen für das PEPP und bestehende nationale Rentenprodukte zu schaffen, ermutigt die Europäische Kommission die Mitgliedstaaten, den PEPP-Sparern die gleiche steuerliche Behandlung wie ähnliche bestehende nationale persönliche Rentenprodukte zu gewähren.

## Aufsichtsbehörde
PEPP-Anbieter werden von den nationalen Aufsichtsbehörden überwacht. Für den Vertrieb der Europarente gelten die Vorgaben der jeweiligen Branche: Versicherungsgesellschaften und -vermittler, die ein PEPP vertreiben, werden der Richtlinie über den Versicherungsvertrieb (Insurance Distribution Directive, IDD) unterliegen, während Wertpapierfirmen und andere PEPP-Anbieter die Bestimmungen der Richtlinie über Märkte für Finanzinstrumente (MiFID II) anwenden müssen.
Die Europäische Aufsichtsbehörde für das Versicherungswesen und die betriebliche Altersversorgung (EIOPA) hat den Auftrag, eine konsistente Umsetzung und Überwachung des PEPP zu gewährleisten. Die EIOPA entwickelt dazu technische Standards für die Umsetzung und Beaufsichtigung, führt das Zentralregister aller PEPP-Produkte, überwacht die Entwicklung des Marktes und kann unter bestimmten Bedingungen sogar ein vorübergehendes Verbot oder eine Beschränkung für bestimmte PEPPs aussprechen. Die EIOPA hat zur Unterstützung ein Expertenbeirat (Expert Practitioner Panel on PEPP) eingerichtet. Aufgabe des Expertenbeirats ist die Beratung der EIOPA bei der Entwicklung von Vorschlägen zur Umsetzung der Europarente. Das Gremium besteht aus Experten der Versicherungswirtschaft, Vermögensverwaltern, Verbraucherschutz und aus der Wissenschaft.
Mitglieder des Expertenbeirats sind:
- Jean-Paul Andre-Dumont, Luxemburg, Forsides
- Paul Le Bihan, Frankreich, Union Mutualist Retraite
- Emanuele Maria Carluccio, Italien, Universität Verona
- Jens Rosendahl Frederiksen, Dänemark, PFA
- Sebastian Görgl, Deutschland, Union Investment
- Edward Hiller, Luxemburg, Fidelity
- Olav Jones, Belgien, Insurance Europe
- Herman Kappelle, Niederlande, Aegon
- Axel Kleinlein, Deutschland, Bund der Versicherten
- Til Klein, Deutschland, Vantik
- Christian Lemaire, Frankreich, Amundi
- Kristine Lomanovska, Lettland, SEB LV
- Andrew Marker, Vereinigtes Königreich, Vanguard
- Aidan McLoughlin, Irland, Unabhängiger Treuhänder
- Jasper De Meyer, Belgien, Europäischer Verbraucherverband
- Simone Miotto, Italien, PensionsEurope
- Carlo Parodi, Italien, Intesa Sanpaolo
- Hugo Prenn, Österreich, Uniqa Insurance Group
- Tobias Rieck, Deutschland, Allianz
- Stefan Voicu, Rumänien, BetterFinance
- Piotr Wrzesinski, Polen, PIU

## Einführung und Umsetzung
Die Idee eines europäischen Binnenmarktes für die private Altersvorsorge ist Teil des Plans der Europäischen Kommission, die Kapitalmarktunion durch die Schaffung eines einheitlichen Kapitalmarkts in der EU zu stärken. Die Geschichte des PEPP reicht bis ins Jahr 2013 zurück, als die Europäische Kommission die Europäische Aufsichtsbehörde für das Versicherungswesen und die betriebliche Altersversorgung (EIOPA) beauftragte, auf einen europäischen Binnenmarkt für die private Altersvorsorge hinzuarbeiten. Dies mündet in einem vorläufigen Bericht über einen europäischen Binnenmarkt für die private Altersvorsorge, der 2014 veröffentlicht wurde. Im September 2015 startete die Europäische Kommission eine Initiative zur Kapitalmarktunion, um einen echten Kapitalbinnenmarkt in den EU-Mitgliedstaaten zu schaffen. Darin forderte die Europäische Kommission dazu auf, Wege zu finden, wie die private Altersvorsorge mit einem angemessenen Niveau von Verbraucherschutz beim Aufbau eines EU-Binnenmarktes unterstützen kann. Auf der Grundlage der Ergebnisse einer öffentlichen Konsultation gab die EIOPA im Juli 2016 eine Empfehlung für ein standardisiertes paneuropäisches Altersvorsorgeprodukt als Ergänzung zu den nationalen Systemen heraus. Daraufhin veröffentlichte die Europäische Kommission im Jahr 2017 einen Vorschlag für eine Verordnung über ein PEPP. Der Vorschlag beinhaltet eine Empfehlung an die Mitgliedstaaten zur bevorzugten steuerlichen Behandlung des PEPP. Der Entwurf wurde von den europäischen Institutionen diskutiert und weiterentwickelt. Nach der Verabschiedung durch das Europäische Parlament und der offiziellen Annahme durch den Europäischen Rat wurde die PEPP-Verordnung am 25. Juli 2019 veröffentlicht. Die PEPP-Verordnung wird 12 Monate nach der Veröffentlichung am 14. August 2020 offiziell in Kraft treten.
Im Dezember 2019 hat die EIOPA eine öffentliche Konsultation zu den Vorschlägen zur technischen Umsetzung des PEPP gestartet. In dem Konsultationspapier wird der aktuelle Vorschlag der EIOPA zur Regulierung der wichtigsten Aspekte des PEPP dargelegt. Für die Ausarbeitung der Vorschläge zur technischen Umsetzung der Europarente hat sich die EIOPA den Rat von Experten aus der Versicherungsbranche und Vermögensverwaltung sowie von den nationalen Aufsichtsbehörden geholt und führt einen intensiven Dialog mit allen Interessengruppen und dem Expertenbeirat. Gabriel Bernardino, Vorsitzender der EIOPA, sagte: „Die EIOPA lädt alle Interessengruppen ein, zu dieser Konsultation beizutragen, um sicherzustellen, dass der PEPP ein Erfolg zum Nutzen der europäischen Bürger wird“. Die wichtigsten Themen der öffentlichen Konsultation sind:
- Produktinformationsblatt
- Jährlicher Kontoauszug
- Kostendeckel für das Basis-PEPP
- Risikominderungstechniken (Kapitalschutz)
- Wechselrecht & grenzüberschreitende Übertragbarkeit
- Eingriffsrechte der EIOPA
- Zusammenarbeit zwischen den zuständigen nationalen Behörden und der EIOPA

Bis dahin wird die Kommission gemeinsam mit der EIOPA an der wirksamen Umsetzung des PEPP arbeiten. Als Verordnung gilt sie direkt in allen EU-Mitgliedsstaaten, ohne dass eine Umsetzung in nationales Recht erforderlich ist. Nur wenn ein Mitgliedsstaat eine günstige steuerliche Behandlung gewähren möchte, muss das nationale Recht möglicherweise geändert werden. Das erste und bisher einzige PEPP ist im September 2022 auf den Markt kommen.

## Öffentlicher Diskurs
Der ehemalige EU-Kommissar Valdis Dombrovskis sagte: „Die PEPP-Verordnung hat enormes Potenzial, da sie  Sparern in der gesamten EU mehr Wahlmöglichkeiten bei der Altersvorsorge bieten wird“, und „sie wird den Wettbewerb fördern, indem sie mehr Anbietern erlaubt, Produkt auch außerhalb ihrer nationalen Märkte anzubieten. Es wird wie ein Qualitätslabel funktionieren, und ich bin zuversichtlich, dass der PEPP auch langfristige Investitionen auf den Kapitalmärkten fördern wird.“
Jyrki Katainen, ehemaliger EU-Kommissar für Beschäftigung, Wachstum, Investitionen und Wettbewerb: „Die vom Europäischen Parlament und dem Rat erzielte Einigung über das PEPP ist ein wichtiger Meilenstein auf dem Weg zur Bewältigung der Rentenlücken und der demographischen Herausforderungen und eine große Errungenschaft bei der Vollendung der Kapitalmarktunion. Sie wird Verbrauchern und Anbietern mit einem starken Rahmen für die private Altersvorsorge durch ein neues Produkt mit starkem Verbraucherschutz und verstärktem grenzüberschreitenden Wettbewerb zugute kommen.“
Gabriel Bernardino, Vorsitzender der Europäische Aufsichtsbehörde für das Versicherungswesen und die betriebliche Altersversorgung (EIOPA), sagte: „Das derzeitige makroökonomische Umfeld mit anhaltend niedrigen und negativen Renditen erfordert ein Überdenken langfristiger Lösungen zur Altersvorsorge. Die Umsetzung der PEPP-Verordnung ist eine Gelegenheit, eine angemessene regulatorische Grundlage für die Gestaltung und Überwachung innovativer und kosteneffizienter Produkte zu schaffen, die es den europäischen Sparern ermöglichen könnten, die Vorteile eines nachhaltigen Wachstums zu nutzen.“
Es gibt Bedenken, dass die vorliegende Verordnung von ihrem ursprünglich gesetzten Ziel deutlich abweicht, da Kernelemente des Vorschlags auf Druck der Mitgliedsstaaten und von Lobbyorganisationen verwässert oder ersetzt wurden und dass das PEPP damit „eher zu einem Versicherungsprodukt als zu einem Sparprodukt geworden ist“.
Die EU-Kommission hat mit dem europäischen Green New Deal verkündet, das Europa bis 2050 zum ersten klimaneutralen Kontinent werden soll. Ein Kernstück ist der europäische Green-Deal-Investitionsplan, der in den nächsten zehn Jahren mindestens 1 Billion Euro in nachhaltigen Investitionen umlenken soll. Im Rahmen der Verordnung werden PEPP-Anbieter  ermutigt, das Vermögens nachhaltig zu investieren. Es besteht jedoch keine Verpflichtung, das Vermögen nachhaltig zu investieren. Es wird gefordert, dass die Europarente ein wesentlicher Baustein sein könnte, um das Ziel von 1 Billion Euro nachhaltiger Investitionen zu erreichen. Voraussetzung ist, das nachhaltige Investitionen für alle PEPPs verbindlich vorgeschrieben werden.
Es gibt Befürchtungen, dass das PEPP nur begrenzte Auswirkungen auf die lokalen Rentenmärkte haben könnte. Das PEPP muss mit lokalen Altersvorsorgeprodukten konkurrieren. Ob das PEPP ähnliche Steuervergünstigungen wie lokale Produkte erhält, hängt von den jeweiligen Mitgliedsstaaten ab. Kritiker argumentieren, dass das Steuerthema von entscheidender Bedeutung ist, damit sich die Europarente durchsetzt. Außerdem haben viele europäische Länder bereits eine breite Palette gut etablierter privater Rentenprodukte, so dass das PEPP vor allem in Ländern mit weniger entwickelten Rentensystemen an Bedeutung gewinnen könnte.